# Mistrzostwa Świata w Maratonie MTB 2008
6. Mistrzostwa Świata w Maratonie MTB – zawody sportowe, które odbyły się 5 lipca 2008 roku we włoskiej miejscowości Villabassa.

## Szczegóły
| Medal | Zawodnik            | Narodowość | Czas      |
| ----- | ------------------- | ---------- | --------- |
|       | Roel Paulissen      | Belgia     | 4:46:56 h |
|       | Christoph Sauser    | Szwajcaria | + 0:00 m  |
|       | Urs Huber           | Szwajcaria | + 5:00 m  |
| 4     | Héctor Páez         | Kolumbia   | + 8:17 m  |
| 5     | Ralph Näf           | Szwajcaria | + 9:14 m  |
| 6     | Lukas Buchli        | Szwajcaria | + 10:31 m |
| 7     | Thomas Frischknecht | Szwajcaria | + 11:58 m |
| 8     | Johnny Cattaneo     | Włochy     | + 13:37 m |
| 9     | Fredrik Kessiakoff  | Szwecja    | + 14:08 m |
| 10    | Sandro Späth        | Szwajcaria | + 15:19 m |

| Medal | Zawodnik                 | Narodowość | Czas      |
| ----- | ------------------------ | ---------- | --------- |
|       | Gunn-Rita Dahle          | Norwegia   | 4:09:56 h |
|       | Sabine Spitz             | Niemcy     | + 1:44 m  |
|       | Pia Sundstedt            | Finlandia  | + 3:39 m  |
| 4     | Esther Süss              | Szwajcaria | + 11:53 m |
| 5     | Erika Dicht              | Szwajcaria | + 13:35 m |
| 6     | Elena Gaddoni            | Włochy     | + 16:34 m |
| 7     | Anna Ferrari             | Włochy     | + 18:34 m |
| 8     | Marielle Saner-Guinchard | Szwajcaria | + 19:21 m |
| 9     | Antonia Wipfli           | Szwajcaria | + 21:42 m |
| 10    | Katrin Schwing           | Niemcy     | + 24:20 m |

## Tabela medalowa
| Miejsce | Państwo    |   |   |   |   |
| ------- | ---------- | - | - | - | - |
| 1.      | Belgia     | 1 | 0 | 0 | 1 |
|         | Norwegia   | 1 | 0 | 0 | 1 |
| 3.      | Szwajcaria | 0 | 1 | 1 | 2 |
| 4.      | Niemcy     | 0 | 1 | 0 | 1 |
| 5.      | Finlandia  | 0 | 0 | 1 | 1 |